# Paspalidium geminatum
Paspalidium geminatum är en gräsart som först beskrevs av Peter Forsskål, och fick sitt nu gällande namn av Otto Stapf. Paspalidium geminatum ingår i släktet Paspalidium och familjen gräs. Inga underarter finns listade i Catalogue of Life.